# Ekvivalentní obyvatel
Ekvivalentní obyvatel (zkratka EO) nebo také populační ekvivalent je pojem z oblasti čištění odpadních vod a označuje míru znečištění vyprodukovanou jedním obyvatelem zpravidla za 1 den. Nejčastěji se používá populační ekvivalent 60 g BSK5 na 1 obyvatele za 1 den. V ČR je znečištění odpovídající 1 populačnímu ekvivalentu kodifikováno pro účely navrhování čistíren odpadních vod v normě ČSN 75 6401.